# Idlib (muhafaza)
Idlib (arab. ‏مُحافظة ادلب‎) – jedna z 14 jednostek administracyjnych pierwszego rzędu (muhafaza) w Syrii, położona w północno-zachodniej części kraju. Graniczy od południa z muhafazami Latakia i Hama, od wschodu z Aleppo, a od północy Turcją.
W 2011 roku muhafaza liczyła 1 501 000 mieszkańców; dla porównania w 2004 było ich 1 258 427, a w 1981 – 579 510.

## Historia
Muhafaza Idlibu została utworzona w 1957 poprzez oddzielenie od muhafazy Aleppo.
W czasie wojny w Syrii region Idlibu nabrał szczególnego znaczenia, gdyż swoje siedziby utworzyły w nim liczne bojówki rebelianckie, jak Liwa Sukur asz-Szam czy Syryjski Front Rewolucyjny, a także dlatego, że to tędy przez przejście graniczne Bab al-Hawa płynęła turecka pomoc dla rebeliantów. W 2012 roku rebelianci zdobyli miasto Ma’arrat an-Numan, w 2014 także Chan Szajchun, zaś w 2015 zdobyli sam Idlib. Odtąd władzę w regionie sprawowali radykalni islamiści z formacji Dżabhat an-Nusra i Ahrar asz-Szam, między którymi często dochodziło do wewnętrznych starć. Do Idlibu zjechały się też tysiące zagranicznych „mudżahedinów” z Czeczenii, Dagestanu i Xinjiangu.
W 2019 roku Michael Patrick Mulroy z amerykańskiego Departamentu Obrony określił region Idlibu „największą na świecie kolekcją sojuszników Al-Ka’idy”. Także w dokumentach ONZ stwierdzono, że prowincję zdominowały organizacje terrorystyczne.